# ジュリアン・ジャロルド
ジュリアン・ジャロルド（Julian Jarrold、1960年5月15日 - ）は、イギリスの映画監督である。『キンキーブーツ』や『ジェイン・オースティン 秘められた恋』を手がけたことで知られている。

## 経歴
1960年5月15日、ノリッジに生まれる。
2005年、『キンキーブーツ』で長編映画監督デビューを果たす。2007年、アン・ハサウェイ主演の『ジェイン・オースティン 秘められた恋』を監督する。2008年には『情愛と友情』を監督した。

## フィルモグラフィー

### 映画
- キンキーブーツ Kinky Boots （2005年）
- ジェイン・オースティン 秘められた恋 Becoming Jane （2007年）
- 情愛と友情 Brideshead Revisited （2008年）
- ロイヤル・ナイト 英国王女の秘密の外出 A Royal Night Out （2015年）

### テレビ映画
- ペインテッド・レディ 肖像画の淑女 Painted Lady （1997年）
- 大いなる遺産 Great Expectations （1999年）
- REX レックス Anonymous Rex （2004年）
- レッド・ライディングI:1974 Red Riding: In the Year of Our Lord 1974 （2009年）
- ザ・ガール ヒッチコックに囚われた女 The Girl （2012年）
- 大列車強盗 The Great Train Robbery （2013年）

### テレビドラマ
- 心理探偵フィッツ Cracker （1994年） ※シーズン2の3エピソード
- ザ・クラウン The Crown （2016年） ※シーズン1の2エピソード
- アガサ・クリスティー 検察側の証人 The Witness for the Prosecution （2016年） ※全2話のミニシリーズ
- フィリップ・K・ディックのエレクトリック・ドリームズ Philip K. Dick's Electric Dreams (2017) ※シーズン1の1エピソード「フード・メーカー」
- ザ・クラウン The Crown (2020) シーズン4の2エピソード